# At-Baschy (Naryn)
At-Baschy (kirgisisch Ат-Башы) ist ein Dorf im Süden des Oblus Naryn der zentralasiatischen Republik Kirgisistan. Es ist Verwaltungssitz des Rajons (Landkreises) Rajon Atbaschy, der im Süden an das Uigurische Autonome Gebiet Xinjiang von China grenzt. Der Ort hat die COATE-Nummer 41704220812000, die nur aus diesem Ort bestehende Landgemeinde („aiyl okrug“) hat die Nummer 41704220812010.

## Das Dorf

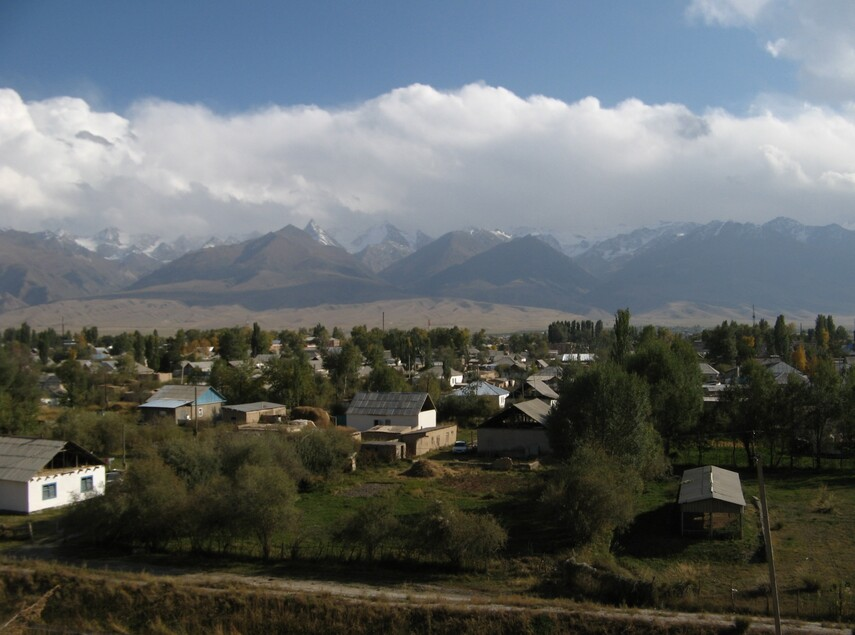
Das Dorf At-Baschy; im Hintergrund das At-Baschy-Gebirge

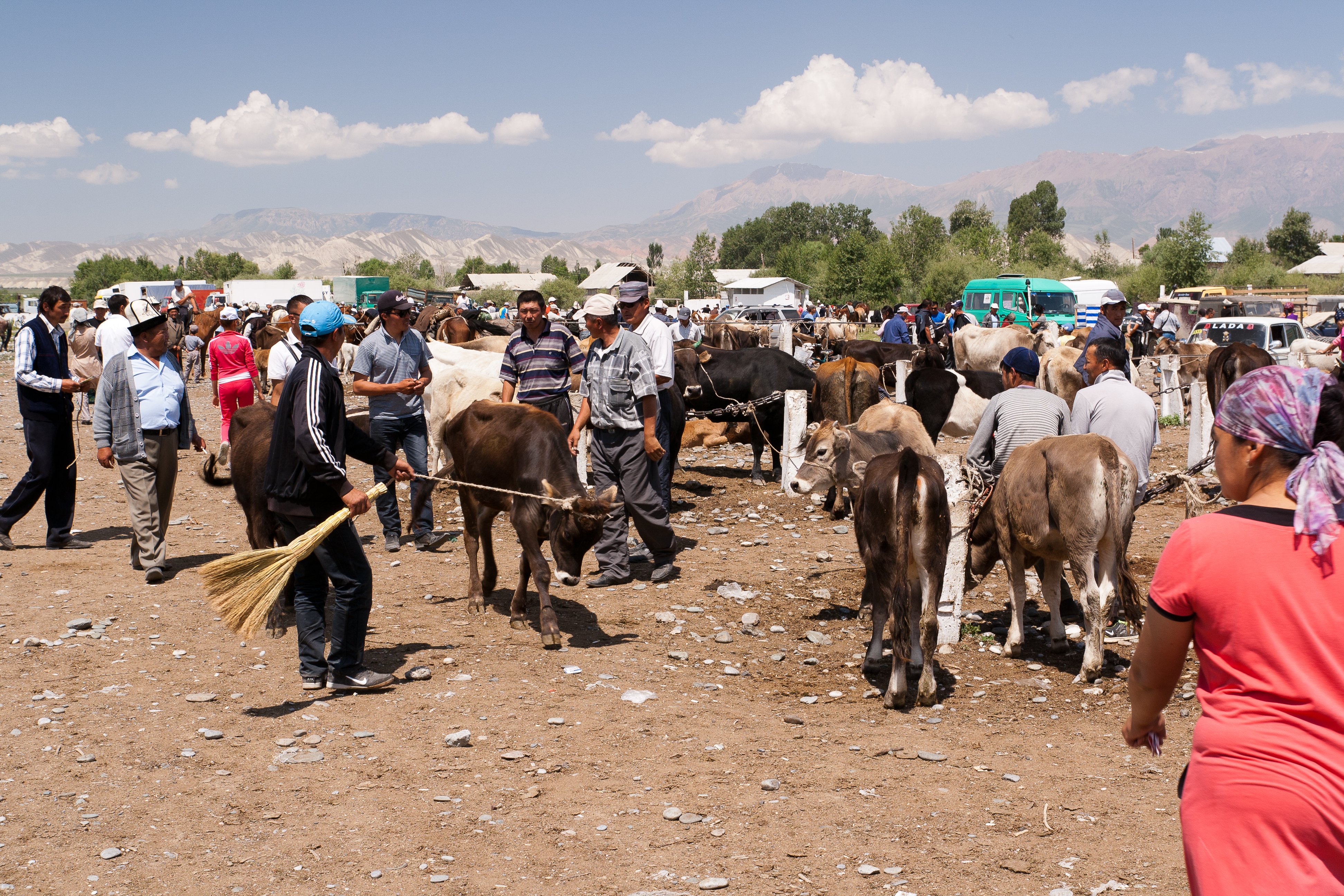
Viehmarkt in At-Baschy (Juli 2012)

At-Baschy liegt rund 35 km südwestlich der Stadt Naryn, dem Verwaltungssitz des Oblus Naryn, an der Nationalstraße EM-07 (ehemals sowjetisch A365), die von Naryn zum 3752 m hohen Torugart-Pass und über die dortige Grenze nach Kaschgar in Xinjiang führt, und ist die letzte bedeutende Siedlung in Kirgisistan vor der rund 150 km (Straßenkilometer) entfernten chinesischen Grenze. Der Ort hat 13.690 Einwohner und hat, als bei weitem größter Ort des entlegenen Rajons, mehrere allgemeinbildenden Schulen, eine Berufsschule, ein Hospital, eine Apotheke, ein Postamt, ein Haus der Kultur, Restaurants, Imbisscafes, Sportstätten, kleine Geschäfte und eine Kaserne der Grenzpolizei.

## Geographie
At-Baschy liegt auf 2060 m Höhe im At-Baschy-Becken zwischen den Gebirgsketten des Karatau im Norden und des At-Baschy-Gebirges im Süden am nördlichen, orographisch rechten Ufer des von Osten kommenden und sich hier nach Norden wendenden Atbaschy, einem linken Nebenfluss des Naryn. Auf dem gegenüberliegenden Ufer mündet der Karakojun in den At-Baschy.

## Geschichte
Das Dorf wurde 1888 gegründet. Zuvor gab es dort eine Karawanserei.